# Перелік пам'яток історії Луцька
У місті Луцьку станом на 2008 р. нараховується 32 пам'ятки історії.
| №№ п/п | Охоронний номер | Місцезнаходження пам’ятника, його адреса | Найменування пам’ятника                                                                                          | Датування            | Автор                                  | Дата спорудження       | Дата і № рішення облвиконкому (адміністрації), постанови Кабінету Міністрів України про взяття пам’ятника під охорону | На чиєму утриманні знаходиться                                 |
| ------ | --------------- | ---------------------------------------- | --- | -------------------- | -------------------------------------- | ---------------------- | --- | -------------------------------------------------------------- |
| 1.     | 8               | Вул. Пушкіна, 2                          | Будинок, у якому в 1709 р. зупинявся Петро І                                                                     | XVII ст.             |                                        |                        | 360-р від 04.08.69 р.                                                                                                 | Виконкому Луцької м/р                                          |
| 2.     | 6               | Вул. Драгоманова, 23                     | Будинок, у якому жила Леся Українка у 1890—1891 рр.                                                              | 1890—1891            |                                        | 1-ша пол. XIX ст.      | 360-р від 04.08.69 р.                                                                                                 | Виконкому Луцької м/р                                          |
| 3.     | 9               | Вул. Лесі Українки, 2                    | Будинок, у якому була проголошена Радянська влада в Луцьку                                                       | 1917                 |                                        | 2-га пол. XIX ст.      | 360-р від 04.08.69 р.                                                                                                 | Виконкому Луцької м/р                                          |
| 4.     | 3               | Вул. Горького, 10                        | Будинок, у якому знаходився Луцькій повітовий ревком                                                             | 1920                 |                                        | 80-і рр. XIX ст.       | 360-р від 04.08.69 р.                                                                                                 | Виконкому Луцької м/р                                          |
| 5.     | 2               | Вул. Б. Хмельницького, 12                | Будинок колишньої гімназії, де працював вчителем Я. Галан                                                        | 1928—1929            |                                        | 2-га пол. XIX ст.      | 360-р від 04.08.69 р.                                                                                                 | Виконкому Луцької м/р                                          |
| 6.     | 7.              | Вул. П. Савельєвої, 8                    | Будинок, у якому жила П. Савельєва                                                                               | 1940—1944            |                                        | 1-ша пол. XX ст.       | 360-р від 04.08.69 р.                                                                                                 | Виконкому Луцької м/р                                          |
| 7.     | 4               | Вул. Хакімова, 16                        | Будинок, у якому знаходилась конспіративна квартира Луцького підпілля                                            | 1941—1943            |                                        | 1-ша пол. XX ст.       | 360-р від 04.08.69 р.                                                                                                 | Виконкому Луцької м/р                                          |
| 8.     | 11              | Вул. Теремнівська                        | Ділянка братських могил радянських воїнів                                                                        | 1944                 | Львівська кераміко-скульптурна фабрика | 1950                   | 360-р від 04.08.69 р.                                                                                                 | Виконкому Луцької м/р                                          |
| 9.     | 161             | Вул. Львівська                           | Ділянка братських могил радянських воїнів                                                                        | 1944                 | Львівська кераміко-скульптурна фабрика | 1956                   | 360-р від 04.08.69 р.                                                                                                 | Виконкому Луцької м/р                                          |
| 10.    | 294             | Вул. Шопена, 20                          | Будинок, у якому знаходився штаб 5-ї армії                                                                       | 1941                 |                                        | 1930—1931              | 228-р від 22.07.86 р.                                                                                                 | Волинського краєзнавчого музею                                 |
| 11.    | 432             | Пр. Волі,2                               | Будинок, у якому знаходилось Тимчасове управління                                                                | 1939                 | Гіжицький П.                           | XVII ст.               | 228-р від 22.07.86 р.                                                                                                 |                                                                |
| 12.    | 583             | Вул. Винниченка, 15                      | Будинок Луцької міської Ради                                                                                     | 1939                 |                                        | Кін. XIX — поч. XX ст. | 228-р від 22.07.86 р.                                                                                                 | Виконкому Луцької м/р                                          |
| 13.    | 577             | Вул. Б. Хмельницького, 19                | Будинок, у якому знаходився Волинський обком КП(б)У                                                              | 1940                 |                                        | Поч. XX ст.            | 228-р від 22.07.86 р.                                                                                                 | Виконкому Луцької м/р                                          |
| 14.    | 607             | Вул. Кривий Вал, 28                      | Будинок, у якому знаходився Луцький міськком КП(б)У                                                              | 1939                 |                                        | 30-ті рр. XX ст.       | 228-р від 22.07.86 р.                                                                                                 | Волинського виробничо-технічного об’єднання зв’язку            |
| 15.    | 616             | Вул. Дубнівська, 30                      | Будинок, у якому знаходився перший на Волині ВНЗ                                                                 | 1940                 |                                        | 20-ті рр. XX ст.       | 228-р від 22.07.86 р.                                                                                                 | Луцької школи-інтернату                                        |
| 16.    | 619             | Вул. Кондзелевича, 5                     | Будинок Луцької братської школи                                                                                  | XVII ст.             |                                        | XVII ст.               | 228-р від 22.07.86 р.                                                                                                 | Луцького історико-культурного заповідника                      |
| 17.    | 631             | Вул. Кафедральна, 16                     | Тюрма окружна політичних в’язнів                                                                                 | 1920—1939; 1941—1944 |                                        | XVI—XVIII ст.          | 228-р від 22.07.86 р.                                                                                                 | Луцького історико-культурного заповідника                      |
| 18.    | 716             | Вул. Медведєва, 4                        | Будинок колишнього окружного суду, у якому проходив «Луцький процес» 57 членів КПЗУ                              | 1934                 |                                        | XVIII ст.              | 267-р від 25.08.86 р.                                                                                                 | Управління містобудування та архітектури облдержад-міністрації |
| 19.    | 717             | Вул. Кафедральна, 16                     | Місце розстрілу членів Луцького антифашисткого підпілля                                                          | 1944                 |                                        | 1985                   | 267-р від 25.08.86 р.                                                                                                 | Виконкому Луцької м/р                                          |
| 20.    | 718             | Вул. Гнідавська                          | Пам’ятник жертвам фашизму                                                                                        | 1941—1944            |                                        | 1985                   | 267-р від 25.08.86 р.                                                                                                 | Виконкому Луцької м/р                                          |
| 21.    | 719             | Південна околиця міста, ур. «Причищена»  | Могила братська мирних жителів, жертв фашизму                                                                    | 1942                 |                                        | 1985                   | 267-р від 25.08.86 р.                                                                                                 | Виконкому Луцької м/р                                          |
| 22.    | 27              | Вул. Б. Хмельницького, 18                | Будинок, у якому у 1917—1918 рр. знаходилась Луцька міська Рада робітничих, солдатських і селянських депутатів   | 1917—1918            |                                        |                        | 65-р від 10.02.82 р.                                                                                                  | Виконкому Луцької м/р                                          |
| 23.    | 87              | Вул. Винниченка,15                       | Будинок, у якому проходила обласна комсомольська конференція                                                     | 1940                 |                                        | 30-ті рр. XX ст.       | 65-р від 10.02.82 р.                                                                                                  | Виконкому Луцької м/р                                          |
| 24.    | 54              | Вул. Стрілецька,47                       | Будинок, у якому у 1944 р. знаходився штаб 1-го гвардійського кавалерійського корпусу                            | 1944                 |                                        | 1929                   | 65-р від 10.02.82 р.                                                                                                  | Виконкому Луцької м/р                                          |
| 25.    | 48              | Вул. Шевченка, 50                        | Будинок, у якому в 1944 р. знаходився штаб 7-ї гвардійської Житомирської Червонопрапорної кавалерійської дивізій | 1944                 |                                        | 1892                   | 65-р від 10.02.82 р.                                                                                                  | Виконкому Луцької м/р                                          |
| 26.    | 10              | Вул. Шопена, ріг пр. Перемоги            | Меморіальний комплекс «Вічної Слави»                                                                             | 1941—1945            | Вронський М. К., Гнєзділов В. Г.       | 1977                   | постанова КМУ № 1761 від 27.12.01 р.                                                                                  | Виконкому Луцької м/р                                          |
| 27.    | 852             | Вул. Кафедральна                         | Замок середньовічний                                                                                             | XIV—XVIII ст.        |                                        |                        | 88-р від 09.04.90 р.                                                                                                  | Луцького історико-культурного заповід-ника                     |
| 28.    | 951             | Міське кладовище (с. Гаразджа)           | Могила поетеси Лежанської                                                                                        | 1947—1981            |                                        | 1991                   | 265-р від 24.12.91 р.                                                                                                 | Виконкому Луцької м/р                                          |
| 29.    | 952             | Міське кладовище (с. Гаразджа)           | Могила письменниці Малиновської                                                                                  | 1941—1983            |                                        | 1991                   | 265-р від 24.12.91 р.                                                                                                 | Виконкому Луцької м/р                                          |
| 30.    | 953             | Вул. Кафедральна                         | Місце масових знищень жертв сталінських репресій                                                                 | 1941                 |                                        | 1991                   | 265-р від 24.12.91 р.                                                                                                 | Виконкому Луцької м/р                                          |
| 31.    | 954             | Кладовище                                | Могила поета О. Богачука                                                                                         | 1994                 |                                        |                        | 415-р від 22.06.99 р.                                                                                                 | Виконкому Луцької м/р                                          |
| 32     | 955             | Вул. Б. Хмельницького, 10                | Будинок В. Липинського                                                                                           | 1-ша пол. XX ст.     |                                        | 20-ті рр. XX ст.       | 415-р від 22.06.99 р.                                                                                                 | Мартиняка С. В.                                                |

## Джерело
- Пам’ятки Волинської області